# Chiesa di San Bartolomeo (Molazzana)
La chiesa di San Bartolomeo è la chiesa principale di Molazzana.
La chiesa, che nel 1437 era unita alla pieve di Gallicano e che nel 1680 era stata ampiamente ristrutturata per volontà del rettore Filippo Benedetti, è stata ricostruita in forma estremamente semplice nell'Ottocento, dopo che una frana l'aveva quasi totalmente distrutta. L'interno, a navata unica, ha due altari laterali in gesso che riproducono esemplari settecenteschi; dietro l'altar maggiore, ancora più tardo, una statua del santo titolare attorniata da una gloria d'angeli. Fra le opere un paliotto di fine Seicento in legno intagliato e dorato ricalcato su coevi modelli fiorentini. Recentemente è stata arricchita esternamente da un dipinto della Madonna con Bambino di Maurizio Suffredini, artista che ha vissuto i suoi ultimi anni di vita nel paese.